# Manolo Zarzo
Manuel López Zarza (Madrid, 26 de abril de 1932-Pozuelo de Alarcón, 16 de junio de 2025), conocido artísticamente como Manolo Zarzo, fue un actor español de amplia trayectoria teatral y cinematográfica.

## Biografía
Siendo aún muy joven cursó estudios de declamación, cante y baile al tiempo que trabajaba en varias compañías de teatro ambulante, como Los Chavalillos de España, en la que recaló en 1948.
En 1951 Antonio del Amo le brindó la oportunidad de debutar en el cine con la película Día tras día. Durante los siguientes cinco años no logró cuajar como actor cinematográfico y regresó al teatro, incorporándose en la Compañía de Gracia Montes.
Fue a partir de 1957 cuando finalmente inició su consolidación como actor de cine, y en los siguientes cincuenta años llegó a participar en más de 170 películas de todos los géneros, aunque especialmente comedias así como numerosos spaghetti western.
En televisión se dejó ver, sobre todo en los últimos años de su carrera profesional, interpretando, entre otros, a Segismundo Ballester en Fortunata y Jacinta (1980), a Bernardo Álvarez en Juncal (1989), a Tomás Alberti en la primera temporada de la serie Compañeros (1998), a Eugenio en El Súper (1999), a Constantino en La verdad de Laura (2002) y a Rafael en La Dársena de Poniente (2006).
Hizo un cameo en Érase un sustituto, duodécimo episodio de Aquí no hay quien viva (2003), interpretando a Amador, el portero sustituto.
En teatro intervino en montajes como Al derecho y al revés (1984), de Michael Frayn o Doce hombres sin piedad (2001), de Reginald Rose.
En 2015 trabajó en la serie de Antena 3 Amar es para siempre, donde interpretó al exmilitar republicano Dionisio Pérez en unos pocos episodios.
Casado con María Luz Cañizares en 1959 y posteriormente divorciado de ella, fueron padres de tres hijos: Flavia (1961), Manuel (1966) y David Zarzo —los dos pequeños, también actores—. Con la que fue su última pareja, Pilar, tuvo dos hijos: Mario y Hugo Zarzo
Muerte
Manolo Zarzo falleció en la noche del lunes 16 de junio de 2025 en la localidad madrileña de Pozuelo de Alarcón, según informó su familia. En mayo de 2024 fue sometido a una operación de corazón, colocándole un marcapasos, informaron sus familiares, que expresaron su deseo de despedirle en la más estricta intimidad.

## Filmografía (selección)
- Sierra maldita (1954)
- El pescador de coplas (1954)
- Saeta del ruiseñor (1957)
- El hombre que viajaba despacito (1957)
- Música de ayer (1958)
- El día de los enamorados (1959)
- Los golfos (1960)
- Ahí va otro recluta (1960)
- Margarita se llama mi amor (1961)
- Armas contra la ley (1962)
- El balcón de la luna (1962)
- Sabían demasiado (1962)
- Aprendiendo a morir (1962)
- Cupido contrabandista (1962)
- Sangre en Indochina (1965)
- Siete hombres de oro (1965)
- Nuevo en esta plaza (1966)
- Los guardiamarinas (1967)
- No le busques tres pies... (1968)
- La Muerte de un Presidente (1969)
- Johnny Ratón (1969)
- Susana (1969)
- Las Ibéricas F.C. (1971)
- El padre de la criatura (1972)
- El vikingo (1972)
- Lo verde empieza en los Pirineos (1973)
- Aborto criminal (1973)
- El abuelo tiene un plan (1973)
- Dick Turpin (1974)
- País, S.A. (1975)
- Zorrita Martínez (1975)
- Madres solteras (1975)
- Réquiem por un empleado (1978)
- La colmena (1982)
- De camisa vieja a chaqueta nueva (1982)
- Entre tinieblas (1983)
- Epílogo (1984)
- El cura ya tiene hijo (1984)
- Mi amigo el vagabundo (1984)
- Los santos inocentes (1984)
- Luces de bohemia (1985)
- El Lute: camina o revienta (1987)
- El pecador impecable (1987)
- La noche del ejecutor (1992)
- El aliento del diablo (1993)
- El color de las nubes (1997)
- La primera noche de mi vida (1998)
- Tiovivo c. 1950 (2004)
- El Lobo (2005)
- Serie B (2011)
- Blockbuster (2013)
- Una historia criminal (2017)
- Tercera edad (cortometraje) (2018)
- Amalia en el otoño (2020)

## Televisión
- La familia Colón
  - Primavera de raza I (1967)
  - Primavera de raza II (1967)
- Crónicas de un pueblo
  - No estamos solos (1973)
  - Viejas tradiciones (1972)
- Los libros
  - La fontana de oro (1974)
- Los camioneros
  - La escapada de un viejo corredor (1974)
- Cuentos y leyendas
  - Ópera en Marineda (1975)
  - Caballo de pica (1974)
- Curro Jiménez 
  - La mujer de negro (1977)
- Novela
  - Resurrección (1978)
  - El crimen de Lord Arthur (1969)
- Fortunata y Jacinta (1980).
- Teatro breve 
  - El sueño de una tarde cualquiera (1980)
  - En la boca del lobo (1980)
- Cervantes (1981)
- Estudio 1 
  - Un enemigo del pueblo (1981)
  - Hoy es fiesta (1981)
  - No hay novedad, Doña Adela (1980)
  - El príncipe de Hamburgo (1967)
- Ramón y Cajal
  - Muerte de Cajal (1982)
  - Honores y condecoraciones (1982)
  - Matrimonio y oposiciones a Cátedra (1982)
- La máscara negra (1982)
- Los desastres de la guerra (1983)
- Veraneantes (1985)
- La huella del crimen
  - Jarabo (1985)
- Pepe Carvalho
  - Pigmalión (1986)
- Segunda enseñanza
  - El momento crucial del Homo sapiens (1986)
- A media tarde (1986)
- Lorca, muerte de un poeta
  - La muerte (1936) (1988)
  - Una guerra civil (1935-1936) (1987)
- Gatos en el tejado
  - Entre la espada y la pared (1988)
- Primera función 
  - La idea fija (1989)
- Juncal (1989)
- La forja de un rebelde (1990)
- El orgullo de la huerta (1990-1991)
- Una gloria nacional (1993)
- Menos lobos (1992-1993)
- Las chicas de hoy en día 
  - Las chicas de hoy en día y hogar dulce hogar (1992).
- Canguros 
  - Mamá sale todas las noches (1994)
- El día que me quieras 
  - Perdices para desayunar (1994)
- Función de noche  
  - Juguetes para un matrimonio (1994)
- Aquí hay negocio
  - Adiós para siempre (1995)
- La Revista
  - La chacha, Rodríguez y su padre (1995)
- Curro Jiménez: El regreso de una leyenda  
  - La novia robada (1995), como Cura Lemos
- Compañeros (1998)
- El súper (1999)
- Manos a la obra (2001)
- La verdad de Laura (2002)
- Aquí no hay quien viva (2003), como Amador
- El Comisario (2004)
- Hospital central (2004)
- La dársena de poniente (2006-2007)
- Amar es para siempre (2015)
- Servir y proteger (2017)

## Premios
Medallas del Círculo de Escritores Cinematográficos
| Año  | Categoría                          | Película                           | Resultado |
| ---- | ---------------------------------- | ---------------------------------- | --------- |
| 1965 | Mejor actor                        | Labor del año                      | Ganador   |
| 2025 | Medalla de Honor a toda su carrera | Medalla de Honor a toda su carrera | Ganador   |